# Acquasparta
Acquasparta ist eine italienische Gemeinde mit 4391 Einwohnern (Stand 31. Dezember 2023) in der Provinz Terni, in der Region Umbrien und ist Mitglied der Vereinigung I borghi più belli d’Italia (Die schönsten Orte Italiens).

## Geographie
|  |

Acquasparta liegt auf einem Hügel oberhalb des Naiatals, das von dem gleichnamigen Fluss geformt wird. Auf der gegenüberliegenden Seite des Tals befindet sich die Bergkette der Monti Martani. Das Gemeindegebiet umfasst eine Fläche von 79 km². Der Ort liegt etwa 50 km südwestlich der Regionalhauptstadt Perugia und etwa 15 km nordwestlich der Provinzhauptstadt Terni bei 230 m s.l.m.
Zur Gemeinde gehören die Fraktionen Casigliano (255 m, ca. 70 Einwohner), Casteldelmonte (642 m, ca. 50 Einwohner), Configni (380 m, ca. 90 Einwohner), Firenzuola (480 m, ca. 90 Einwohner), Macerino, Portaria (470 m, ca. 120 Einwohner) und Rosaro (363 m, ca. 50 Einwohner).
Die Nachbargemeinden sind Avigliano Umbro, Massa Martana (PG), Montecastrilli, Spoleto (PG), Terni und Todi (PG).

## Geschichte

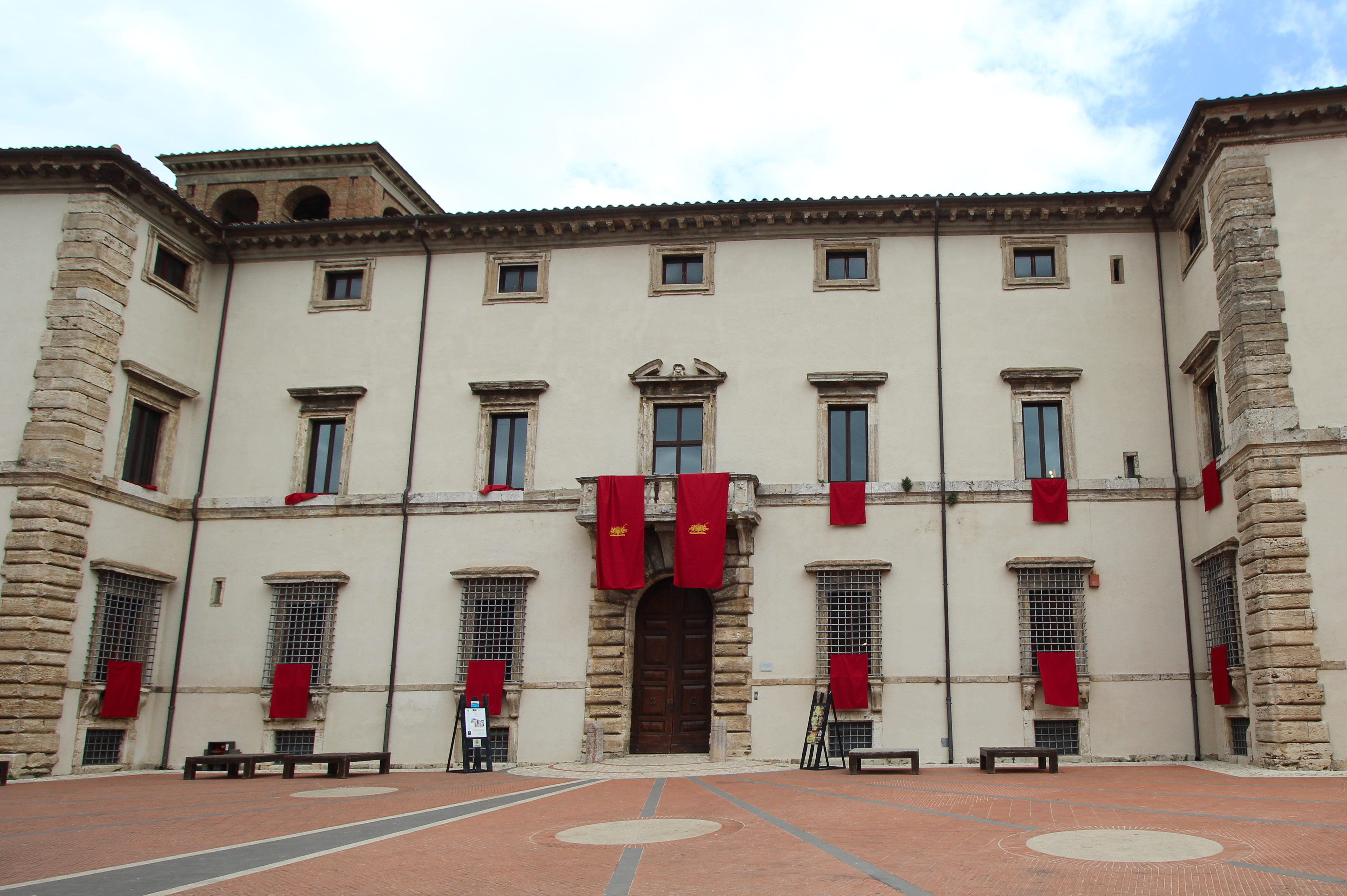
Palazzo Cesi

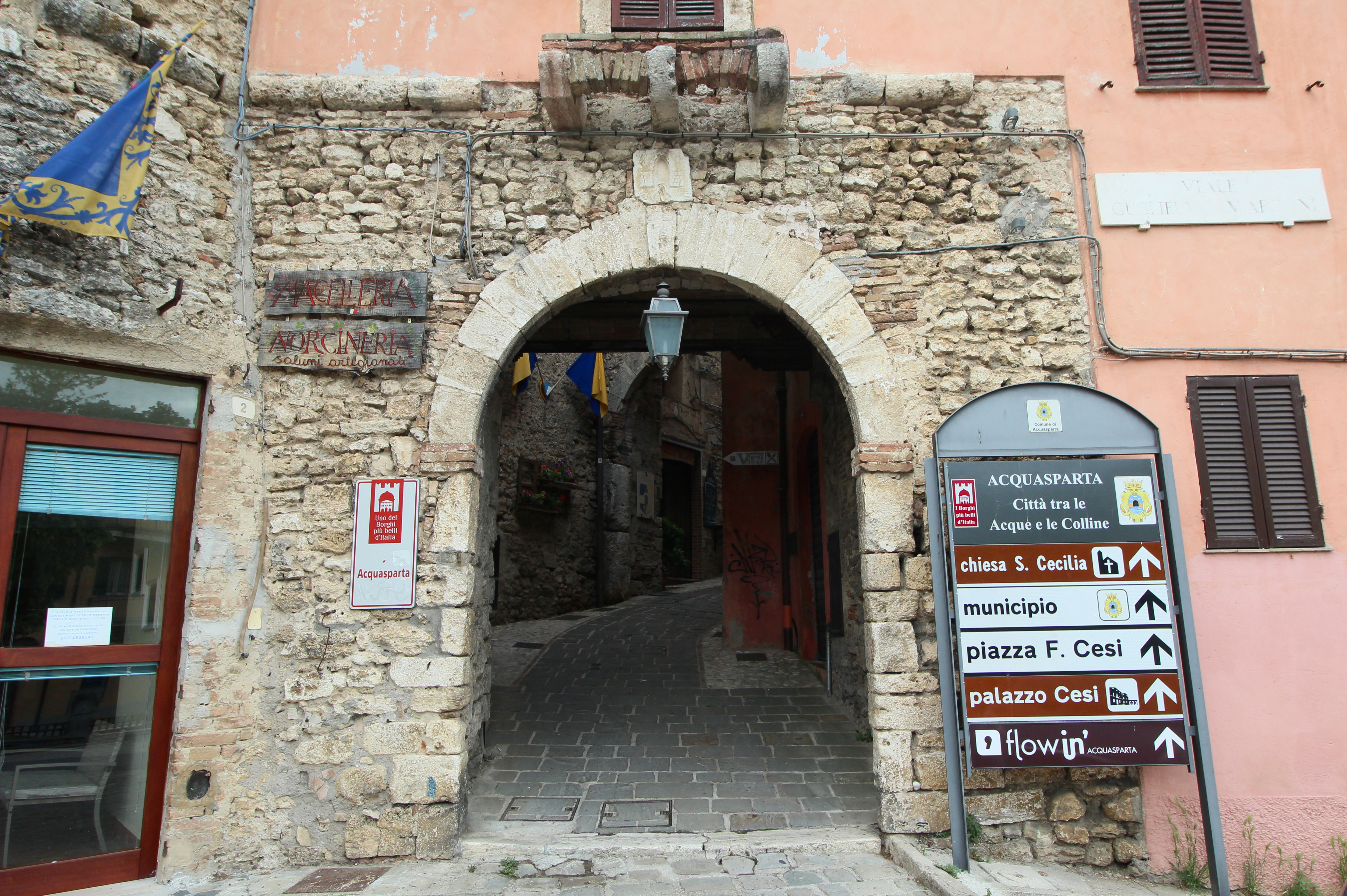
Wehrtor Porta vecchia

Der Ursprung des Namens Acquasparta wird auf das römische Toponym Aquas partas (deutsch „geteilte Wasser“ oder auch „zwischen den Wassern“) zurückgeführt, ein Beleg dafür existiert jedoch nicht. Zu Zeiten des Römischen Reiches war die Gemeinde bekannt für ihre heißen Mineralquellen und durch seine Lage an der Via Flaminia ein leicht zu erreichender Erholungsort. Die Thermalquellen existieren bis heute.

## Sehenswürdigkeiten
- Santa Cecilia, Pfarrkirche im Ortskern.[5]
- San Giuseppe, Kirche im Ortskern, die 1737 entstand.[6]
- Santissimo Sacramento, Kirche im Ortskern, 1684 entstanden.[7]
- Palazzo Cesi, Renaissancepalast der Herrscherfamilie Cesi aus dem 16. Jahrhundert im Zentrum des Ortes. 1624 beherbergte Federico Cesi im Palast Galileo Galilei[8], der die von Cesi gegründete Accademia Nazionale dei Lincei weiter entwickelte. Die Gemeinde erwarb 2013 das Schloss von der Universität Perugia und begann umgehend mit der Sanierung des historischen Gebäudes, das seit 2007 für die Öffentlichkeit nicht mehr zugänglich gewesen war.[9]
- Convento di San Francesco, ehemaliger Konvent, nördlich und kurz außerhalb der Stadtmauern. Entstand 1294.[10]
- Chiesa del Crocifisso, auch Madonna del Giglio genannt, Kirche vor dem Wehrtor Porta vecchia kurz außerhalb der Stadtmauern. Entstand 1603 aus einer Kapelle, die der Confraternita del Giglio gehörte, und wurde 1738 umbenannt.[11]
- Chiesa della Madonna Todina, Kirche kurz außerhalb der Wehrmauern nahe dem Palazzo Cesi, die wahrscheinlich im 18. Jahrhundert entstanden ist.[12]
- San Michele Arcangelo, 1743 geweihte Kirche[13], liegt etwa 1 km östlich von Acquasparta.
- Santa Lucia di Burchiano, Kirche etwa 1 km nordöstlich von Acquasparta, die Teil einer Abtei der Benediktiner war. Wurde laut Inschrift an der Fassade 1312 restauriert.[14]
- San Giovanni de Butris, Kirche südlich von Acquasparta. Die Kirche entstand im 15. Jahrhundert durch den Malteserorden an der Via Flaminia über einer römischen Brücke des damals hier verlaufenden Flusses Naia.[15]
- San Giovanni Battista, Kirche im Ortsteil Casteldelmonte. Entstand 1678.[16]
- San Biagio, Kirche im Ortsteil Macerino.
- San Giovenale, Kirche im Ortsteil Macerino.
- Santi Filippo e Giacomo, Kirche im Ortsteil Portaria
- Madonna dell’Ulivo, Kirche im Ortsteil Portaria
- Madonna del Soccorso, Kirche im Ortsteil Rosaro
- San Lorenzo, Kirche im Ortsteil Rosaro, erstmals im 15. Jahrhundert erwähnt.[17]

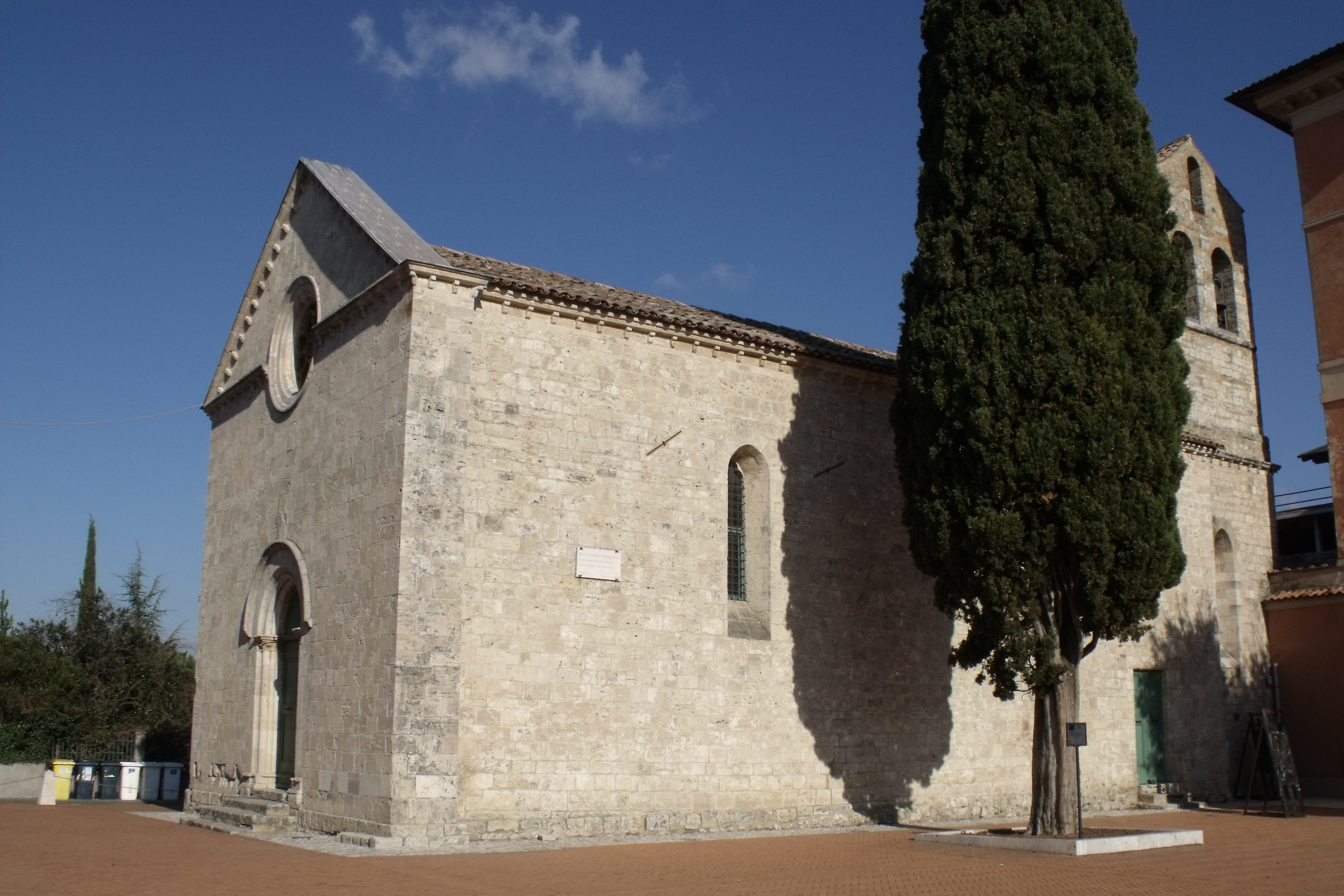
San Francesco
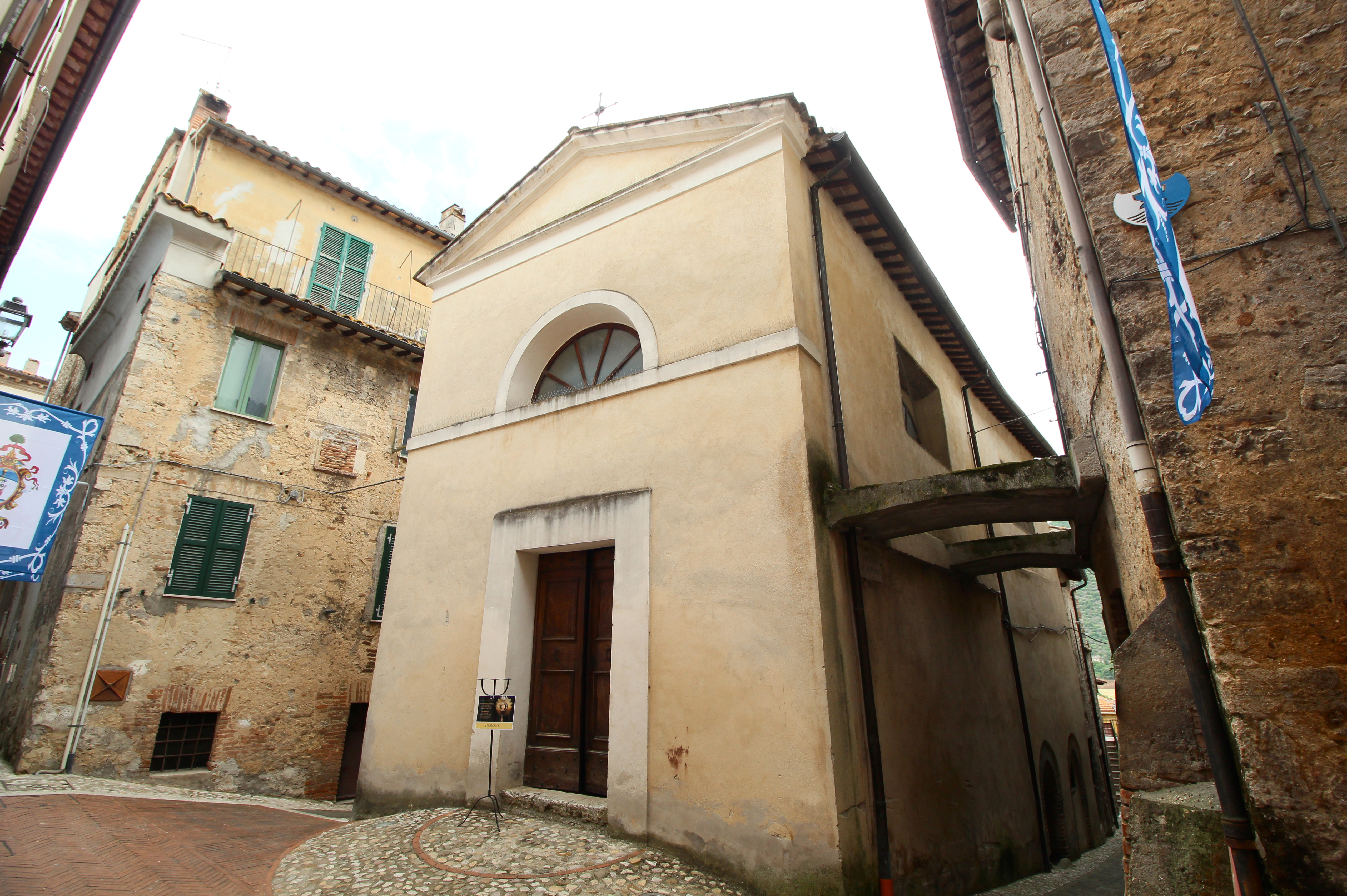
San Giuseppe
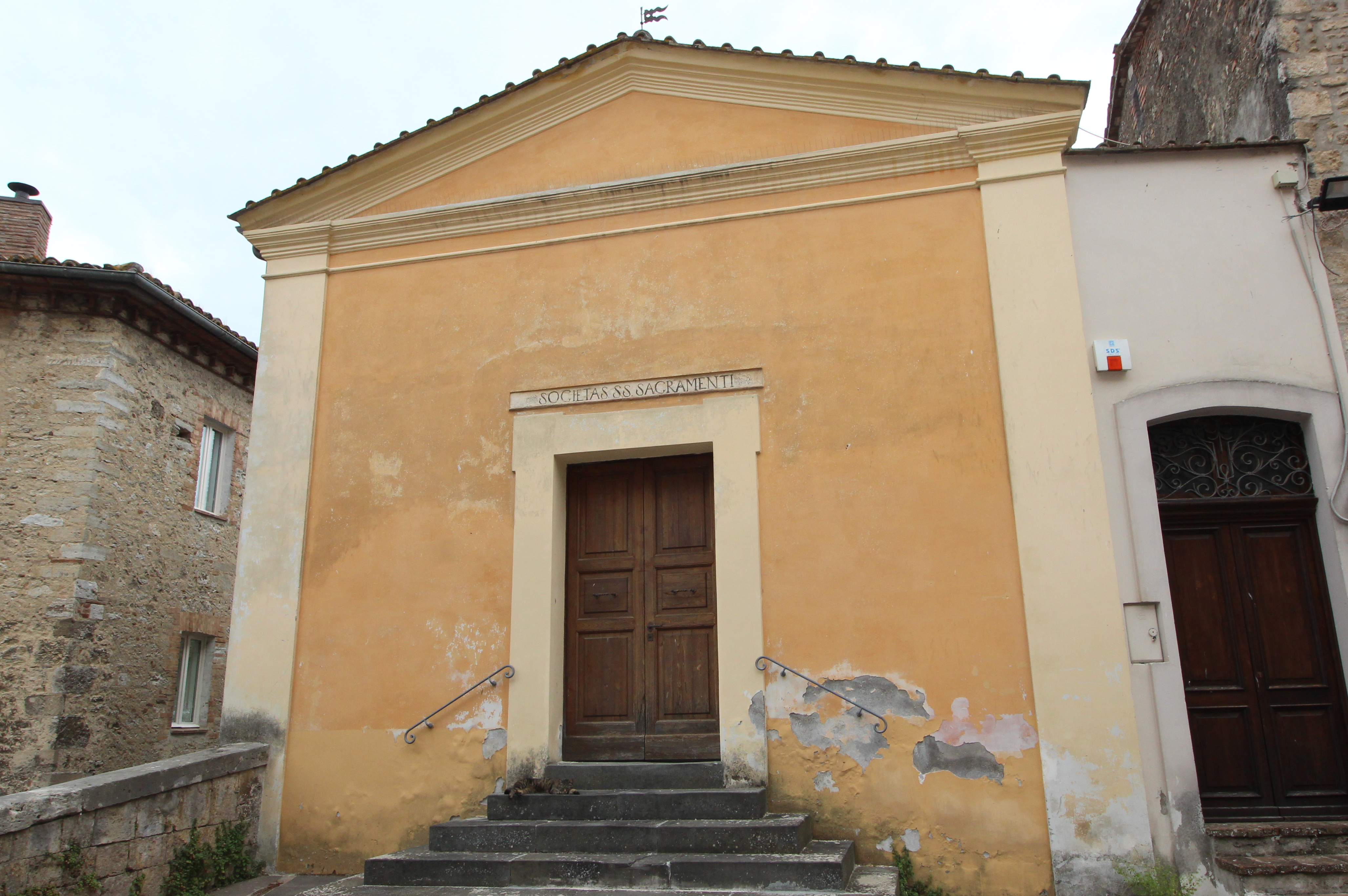
Santissimo Sacramento
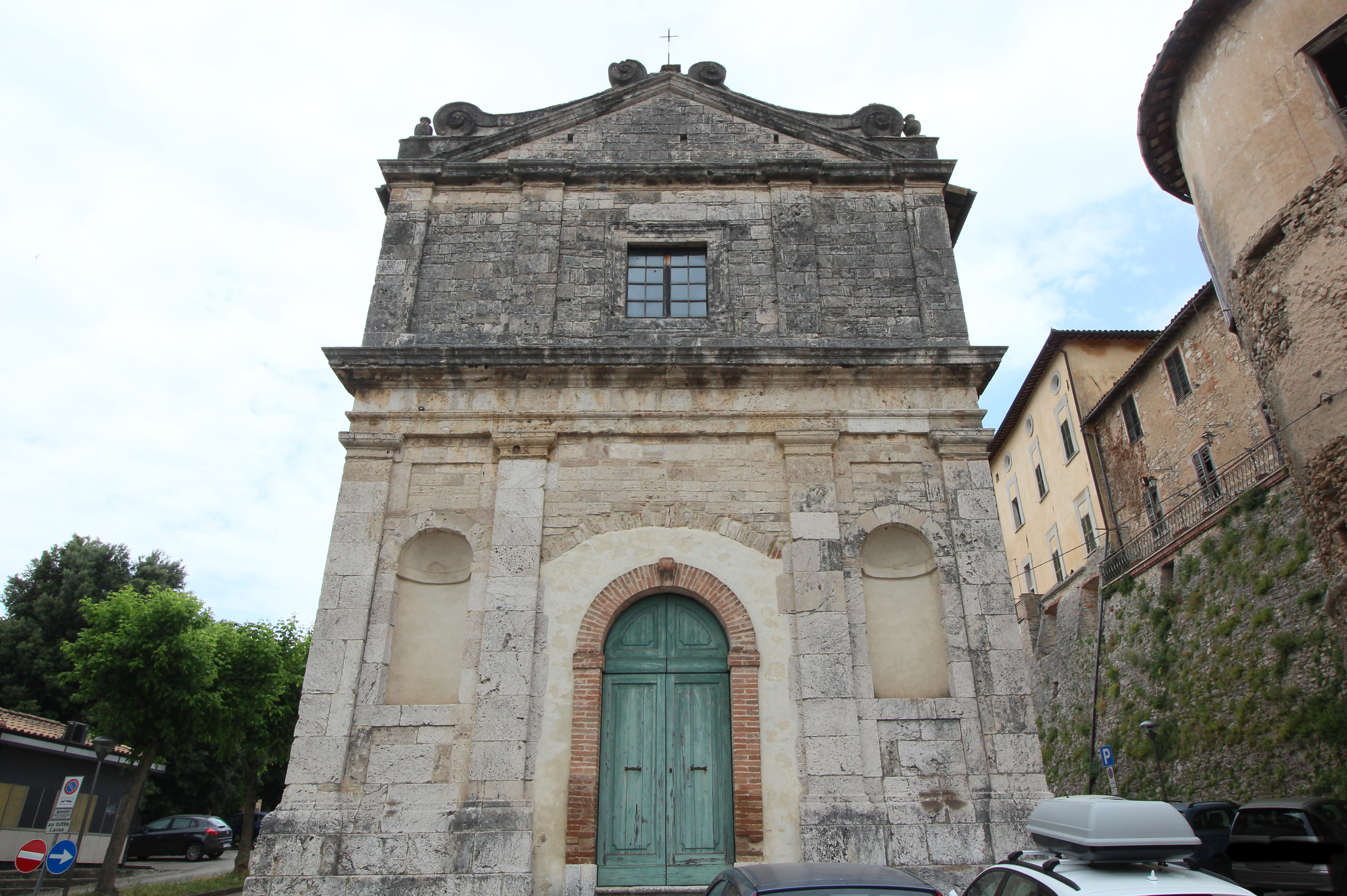
Chiesa del Crocifisso (Madonna del Giglio)
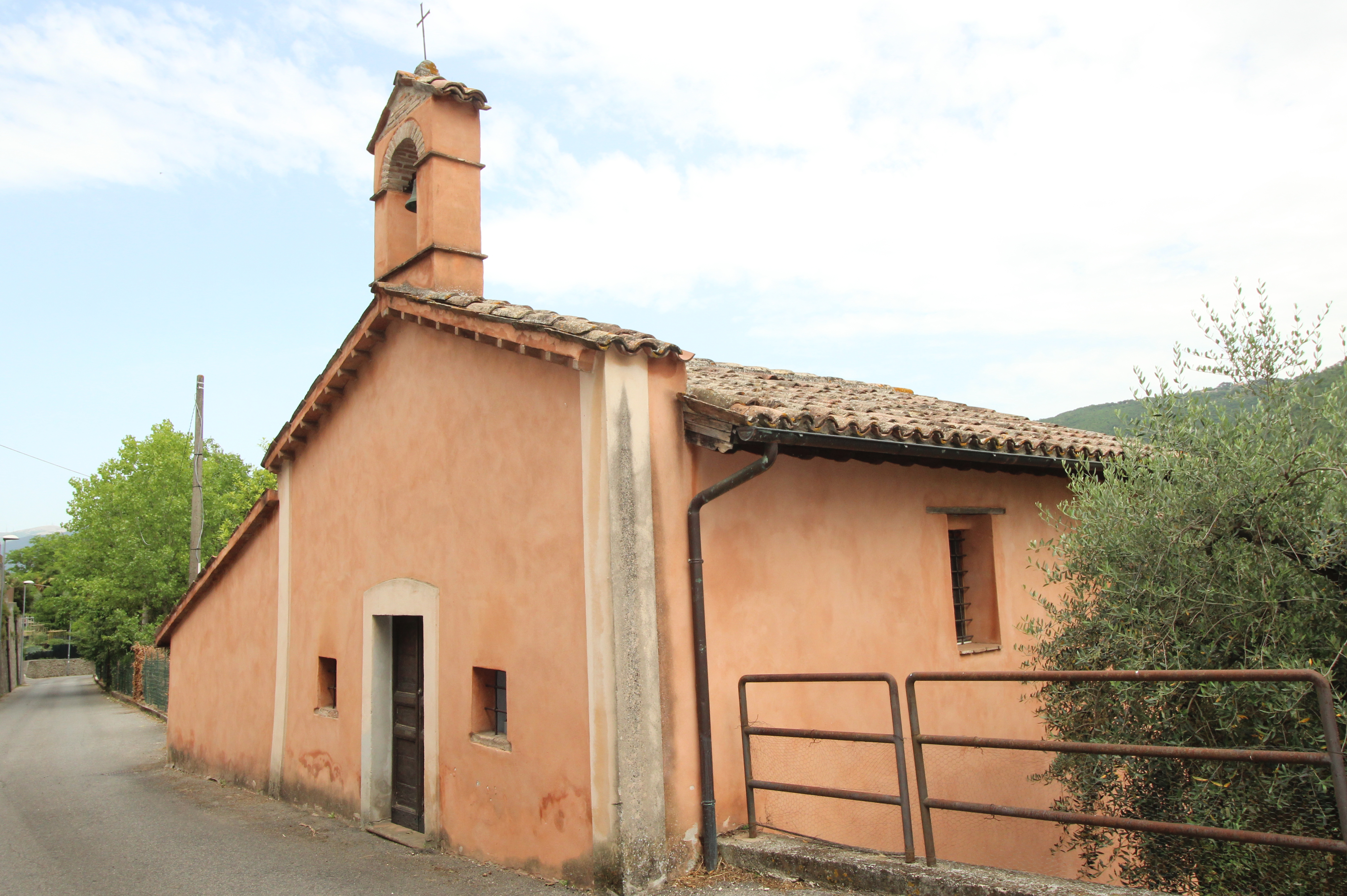
Madonna della Todina
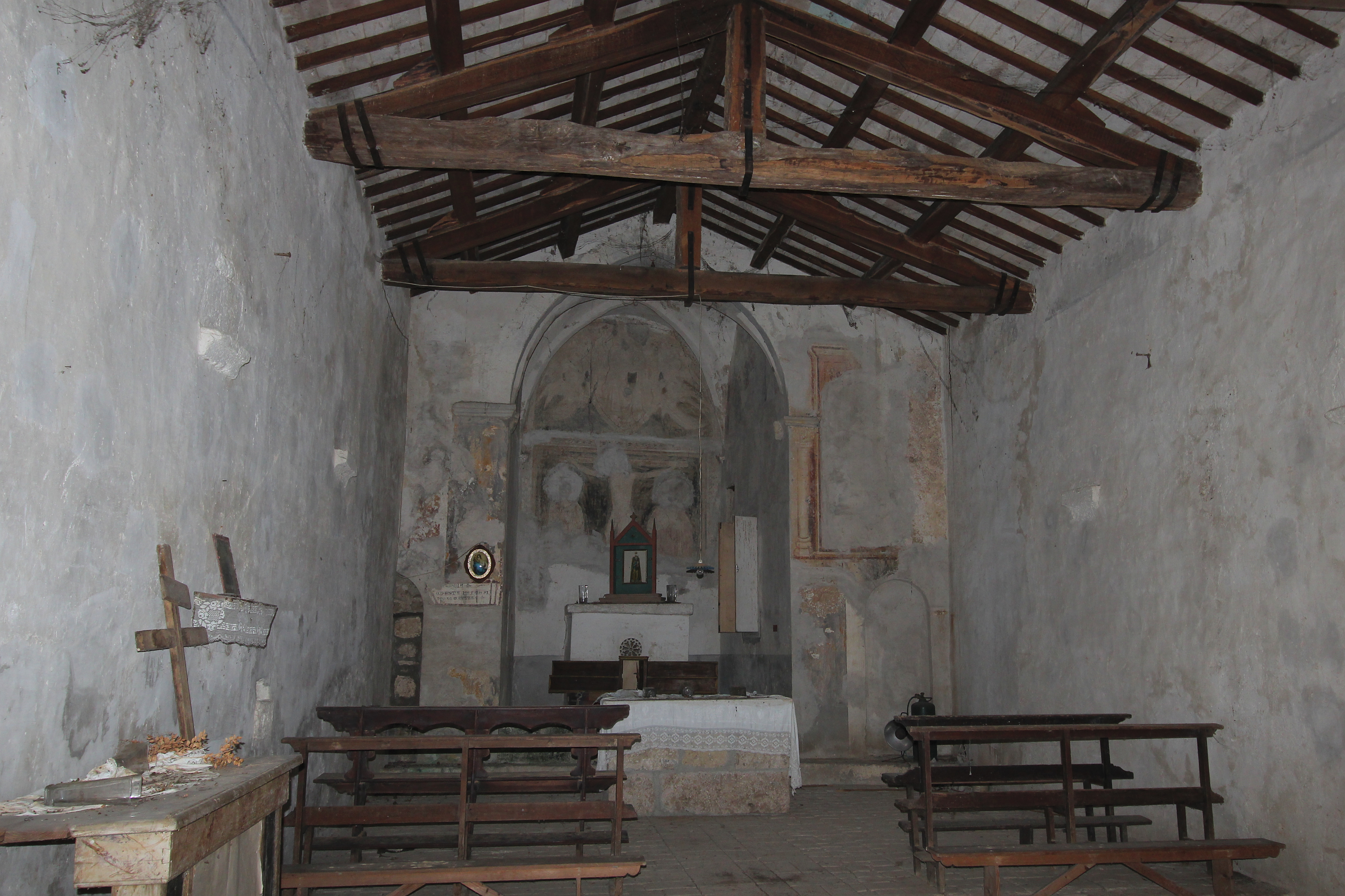
Santa Lucia di Burchiano
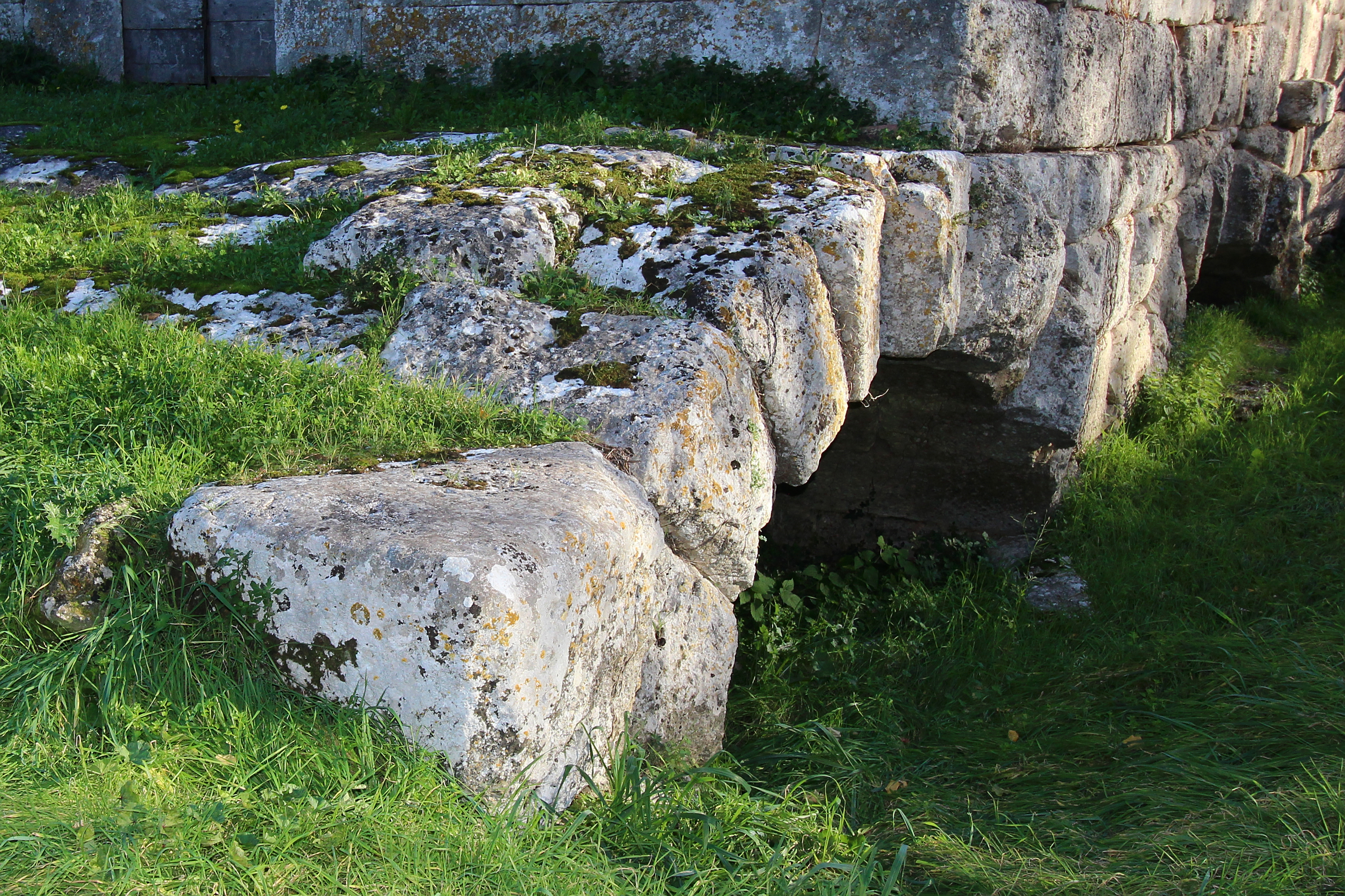
San Giovanni de Butris, Römerbrücke

## Persönlichkeiten
- Matteo d’Acquasparta (1240–1303), Kardinal der katholischen Kirche
- Federico Cesi 2. Herzog von Acquasparta (1585–1630), Naturforscher und Gründer der Accademia Nazionale dei Lincei